# Estrela (Rio Grande do Sul)
Estrela é um município brasileiro do estado do Rio Grande do Sul. Localizado na mesorregião do Centro Oriental Rio-Grandense e na microrregião de Lajeado-Estrela, no Vale do Taquari, a uma latitude 29° 30' 07" sul e a uma longitude 51° 57' 57" oeste. Sua população segundo o Censo de 2010 é de 30.434 habitantes, sendo o 68º mais populoso do RS, e possui uma área de 184,2 km². É banhado pelo Rio Taquari, sendo um dos poucos municípios no estado que contam com um entroncamento rodo-hidro-ferroviário, devido à presença do Porto de Estrela, de uma ferrovia ligada à Ferrovia do Trigo e das rodovias BR-386 e RST 453 (Rota do Sol).

## História

Estrela, 1969. Arquivo Nacional.

Durante a Guerra dos Farrapos, em 1835, se estabeleciam os primeiros habitantes no lugar denominado Bom Retiro. A família Louzada e o fazendeiro Antônio Israel Ribeiro foram os primeiros moradores, possuindo enormes extensões de terras.
Entretanto, a fundação está situada por volta do ano de 1856, época em que foi instalada a Fazenda Estrela, com elementos fundamentalmente germânicos, de propriedade do coronel Victorino José Ribeiro, cujas terras pertenciam administrativamente à freguesia de São José do Taquari, hoje município de Taquari. Após dois anos, Carlos Arnt criou a colônia de Teutônia, também em Taquari.
Em 1872, o coronel Antônio Vitor Sampaio Menna Barreto, grande proprietário de terras, fundou o povoado, sob a invocação de Santo Antônio. O coronel foi líder do movimento emancipacionista e é considerado fundador de Estrela. Logo após chegaram os Ruschel, família numerosa que lançaria as bases para o desenvolvimento da indústria e comércio locais.

A Lei nº 857, de 2 de abril de 1873, criava a freguesia de Santo Antônio da Estrêla, que se desmembrava, assim, da de São José do Taquari.
O município se emancipou em 20 de maio de 1876, conforme a Lei nº 1044, sancionada pelo então presidente da Província de São Pedro do Rio Grande do Sul conselheiro Tristão de Alencar Araripe, sendo assim o segundo município mais antigo do Vale do Taquari.

## Demografia
Em 2010, o município possuía 30.628 habitantes, em uma área de 184,2 km², tendo assim uma densidade populacional de 166,3 hab/km². Segundo o censo de 2010, possui um total de 15.126 homens (49,3862%) e 15.502 mulheres (50,6138%). Na área rural, são 4.706 pessoas (15.37%).
Evolução demográfica do município de Estrela.  
* Censo do IBGE. Os outros foram estimativas 

### IDH
O IDHM de Estrela vem, assim como todos os outros municípios, aumentando consideravelmente a cada metragem realizada pelo PNUD. Estrela ostenta a 36ª posição de IDH do estado, e 265ª do país. Acompanhe o progresso do município no que se refere ao IDH:
| 1991  | 2000  | 2010  |
| ----- | ----- | ----- |
| 0,564 | 0,676 | 0,767 |

A seguir também estão os dados do IDHM Educação, IDH Logevidade e IDH Renda:
| 1991  | 2000  | 2010  |
| ----- | ----- | ----- |
| 0,361 | 0,531 | 0,684 |

| 1991  | 2000  | 2010  |
| ----- | ----- | ----- |
| 0,751 | 0,824 | 0,850 |

| 1991  | 2000  | 2010  |
| ----- | ----- | ----- |
| 0,662 | 0,707 | 0,776 |

### Idioma regional
- Português (Brasil)
- Hunsrik (Hunsrikisch - Dialeto Alemão)

### Religião
Tal como a variedade cultural em Estrela, existem diversas manifestações religiosas presentes na cidade. Embora tenha se desenvolvido sobre uma matriz social eminentemente católica, é possível encontrar atualmente na cidade dezenas de denominações protestantes diferentes.
O município de Estrela está localizado no país mais católico do mundo em números absolutos. A Igreja Católica teve seu estatuto jurídico reconhecido pelo governo federal em outubro de 2009, ainda que o Brasil seja atualmente um estado oficialmente laico. A cidade possui os mais diversos credos protestantes ou reformados, como a Comunidade Evangélica de Confissão Luterana de Estrela (IECLB), Comunidade Evangélica Cristo Vive,  Assembleia de Deus, a Deus é Amor, a Igreja Internacional da Graça de Deus, a Igreja Adventista do Sétimo Dia e a Igreja Universal do Reino de Deus, entre outras. De acordo com dados do censo de 2000, realizado pelo Instituto Brasileiro de Geografia e Estatística (IBGE), a população de Estrela está composta por: Católicos (77,78%), evangélicos (20,42%), pessoas sem religião (0,72%), espíritas (0,45%) e 0,64% estão divididas entre outras religiões.

#### Igreja Católica Apostólica Romana
Segundo divisão feita pela Igreja Católica, o município está situado na Arquidiocese de Porto Alegre e Diocese de Montenegro. O atual arcebispo, desde 7 de fevereiro de 2001, de Porto Alegre é Dadeus Grings. A Diocese de Montenegro foi criada em 2 de julho de 2008, e representa 283119 católicos. Seu atual bispo é Paulo Antônio de Conto, que ocupa o cargo desde a criação da diocese. O município possui 2 paróquias, a de Santo Antônio, cuja igreja localiza-se no Centro, e a de São Cristóvão, localizada no bairro Boa União.

## Política
O município possui, em 2010, 23.665 eleitores, sendo 11.401 (48,18%) homens e 12.264 (51,82%) mulheres. São 284 menores de idade e 335 analfabetos.

### Administração
De acordo com a Constituição de 1988, Estrela está localizada em uma república federativa presidencialista. Foi inspirada no modelo estadunidense, no entanto, o sistema legal brasileiro segue a tradição romano-germânica do Direito positivo. A administração municipal se dá pelo poder executivo e pelo poder legislativo.

#### Poder executivo
O Poder executivo é representado pelo prefeito e gabinete de secretários, em conformidade ao modelo proposto pela Constituição Federal. A atual prefeita de Estrela é Carine Schwingel do União Brasil. 

##### Dívida consolidada líquida
O município teve sua Dívida Consolidada Líquida zerada em 2006, segundo o Tribunal de Contas do Estado do Rio Grande do Sul., com retorno a partir de 2016:
| Exercício | RCL               | Dívida consolidada líquida |
| --------- | ----------------- | -------------------------- |
| 2000      | R$ 15.058.778,94  | R$ 0,00                    |
| 2002      | R$ 18.185.289,31  | R$ 3.410.640,89            |
| 2003      | R$ 18.597.288,52  | R$ 2.267.305,97            |
| 2004      | R$ 20.892.491,84  | R$ 1.372.506,88            |
| 2005      | R$ 24.655.875,70  | R$ 157.848,94              |
| 2006      | R$ 26.529.978,33  | R$ 0,00                    |
| 2007      | R$ 31.285.094,38  | R$ 0,00                    |
| 2008      | R$ 37.261.156,04  | R$ 0,00                    |
| 2009      | R$ 38.086.287,21  | R$ 0,00                    |
| 2010      | R$ 45.066.332,27  | R$ 0,00                    |
| 2011      | R$ 52.842.354,52  | R$ 0,00                    |
| 2012      | R$ 54.937.636,91  | R$ 0,00                    |
| 2013      | R$ 65.369.023,86  | R$ 0,00                    |
| 2014      | R$ 68.921.195,29  | R$ 0,00                    |
| 2015      | R$ 73.570.856,30  | R$ 0,00                    |
| 2016      | R$ 87.176.138,68  | R$ 4.072.700,56            |
| 2017      | R$ 93.722.197,38  | R$ 2.433.624,22            |
| 2018      | R$ 106.883.834,73 | R$ 2.304.112,64            |

#### Poder legislativo
O poder legislativo é constituído pela câmara, composta por 9 vereadores eleitos para mandatos de quatro anos (em observância ao disposto no artigo 29 da Constituição, serão 13 vereadores na próxima eleição, já que o município possui mais de 30 mil habitantes) e está composta pelos vereadores Aloísio Léo Mallmann, Cristiano Nogueira da Rosa, Gilberto Fensterseifer, Jaci Inácio Hauschild, Joel Barcelos Mallmann, José Itamar Alves, Juarez Fülber, Marcelo Braun e Marco Aurélio Wermann. Cabe à casa elaborar e votar leis fundamentais à administração e ao Executivo, especialmente o orçamento participativo (Lei de Diretrizes Orçamentárias).

## Infra-estrutura

### Educação
Estrela destaca-se pelo setor educacional, apresentando um dos menores índices de analfabetismo do país. Estrela é ainda um dos 64 municípios brasileiros considerados livres do analfabetismo.
Existem 31 escolas de ensino pré-escolar, sendo destas 7 escolas públicas estaduais, 21 escolas públicas municipais e 3 escolas privadas. Em 2006 foram realizadas 882 matrículas no ensino pré-escolar.
Para ensino fundamental existem 21 unidades escolares, sendo destas 8 escolas públicas estaduais, 11 escolas públicas municipais e 2 escolas particulares (Colégio Martin Luther e Colégio Santo Antônio). Em 2006, foram realizadas 4047 matrículas no ensino fundamental.
Estrela possui ainda ensino médio, atendido por 6 escolas, sendo 4   públicas estaduais e pelas mesmas 2 escolas particulares. Em 2006, foram realizadas 1514 matrículas no ensino médio.
O município possui uma unidade de Ensino superior, da Rede La Salle. Ao nível de graduação, possui os cursos de Graduação Tecnológica em: Secretariado, Agronegócio e Gestão em Turismo. Ao nível de pós-graduação, possui os cursos: Pós-graduação em Gestão Educacional da Escola Básica, MBA em Gestão Financeira, MBA em Gestão da Tecnologia da Informação, MBA em Gestão de Pessoas, MBA em Gestão Pública, MBA em Gestão de Projetos, MBA em Gestão do Direito Imobiliário e MBA em Gestão de Desenvolvimento Regional Sustentável. Além disso, possui diversos cursos de Extensão.
| Pessoas* sem instrução ou com menos de 1 ano de estudo | 2,2 %  |
| Pessoas* com 1 a 3 anos de estudo                      | 9,3 %  |
| Pessoas* com quatro a 7 anos de estudo                 | 52 %   |
| Pessoas* com oito a 10 anos de estudo                  | 18,2 % |
| Pessoas* com onze a 14 anos de estudo                  | 14,6 % |
| Pessoas* com quinze anos ou mais de estudo             | 3,7 %  |
| * Pessoas com dez ou mais anos de idade                |        |

### Saúde
Estrela possui 26 estabelecimentos de saúde, sendo 13 deles privados e 13 municipais entre hospitais, pronto-socorros, postos de saúde e serviços odontológicos. Em 2003, eram 114 leitos SUS no município.
Em dezembro de 2009, eram 302 médicos (4 anestesistas, 25 cirurgiões gerais, 102 clínicos gerais, 23 ginecologistas e obstetras, 2 médicos de Família e Comunidade, 44 pediatras, 3 psiquiatras e 4 radiologistas), 22 cirugiões-dentistas, 26 enfermeiros, 12 fisioterapeutas, 4 fonoaudiólogos, 8 nutricionistas, 9 farmacêuticos, 4 assistentes sociais, 13 psicólogos, 19 auxiliares de enfermagem e 106 técnicos de enfermagem vinculados aos sistema de saúde. Entretanto, nem todos atendem pelo SUS.
Em 2009, o município contava com duas unidades de Estratégia Saúde da Família, uma no  bairro Imigrantes e outra no bairro Moinhos, ambas como médico, odontólogo e enfermeiro. O Conselho Municipal de Saúde foi criado em 1997, tendo realizado reuniões regularmente.
O investimento municipal na Saúde não é dos maiores, entre o período de 2006 a 2010, foram investidos em saúde apenas 15,74% da receita de impostos, deixando o município na 482ª posição, de um total de 496 municípios.

#### Nascimentos
| Condições                                                                   | 1999 | 2000 | 2001 | 2002 | 2003 | 2004 | 2005 | 2006 | 2007 |
| --------------------------------------------------------------------------- | ---- | ---- | ---- | ---- | ---- | ---- | ---- | ---- | ---- |
| Número de nascidos vivos                                                    | 473  | 427  | 394  | 380  | 358  | 376  | 347  | 356  | 329  |
| Taxa Bruta de Natalidade                                                    | 16,7 | 15,6 | 14,2 | 13,6 | 12,6 | 13,2 | 11,9 | 12,0 | 11,0 |
| % com prematuridade                                                         | 6,6  | 15,7 | 7,9  | 5,5  | 5,3  | 7,7  | 9,2  | 10,4 | 10,3 |
| % de partos cesáreos                                                        | 39,1 | 46,6 | 42,9 | 47,9 | 50,0 | 54,5 | 56,8 | 57,0 | 61,4 |
| % de mães de 10-19 anos                                                     | 18,4 | 14,6 | 19,0 | 15,3 | 18,7 | 14,9 | 10,7 | 14,3 | 16,4 |
| % de mães de 10-14 anos                                                     | 1,1  | 0,5  | -    | 0,8  | -    | 1,6  | -    | 0,6  | 1,2  |
| % com baixo peso ao nascer                                                  |      |      |      |      |      |      |      |      |      |
| geral                                                                       | 6,3  | 10,1 | 6,9  | 7,6  | 7,5  | 6,1  | 8,9  | 10,7 | 8,5  |
| partos cesáreos                                                             | 3,2  | 9,0  | 4,7  | 11,0 | 6,7  | 5,9  | 8,6  | 8,9  | 9,4  |
| partos vaginais                                                             | 8,3  | 11,0 | 8,4  | 4,5  | 8,4  | 6,5  | 9,3  | 13,1 | 7,1  |
| Fonte: SINASC. Situação da base de dados nacional em 4 de dezembro de 2009. |      |      |      |      |      |      |      |      |      |

### Abastecimento de água
O serviço de abastecimento de água é prestado pela Companhia Riograndense de Saneamento. Estrela possui poços artesianos que suprem a rede de abastecimento. Segundo a Confederação Nacional de Municípios, dos 8.158 domicílios existentes no município em 2000, 6.501 (79,69%) eram abastecidos pela rede geral, 548 (6,72%) eram abastecidos por poço ou nascente na propriedade e 1.109 (13,59%) de outra forma. Destes 1.109, 32 domicílios não eram abastecidos com água.

### Esgoto Sanitário
Segundo a Confederação Nacional de Municípios, dos 8.158 domicílios existentes no município em 2000, 2.488 (30,74%) tinham rede geral de esgotos ou pluvial, 4.883 (60,34%) tinham fossa séptica, 616 (7,61%) tinham fossa rudimentar, 120 (1,48%) despejavam em rio, 9 (0,11%) tinham outro escoadouro e 42 (0,52%) não tinham banheiro nem sanitário.

### Destino do Lixo
Destino do lixo segundo o IBGE em 2000:
| Ano Referência 2000                       | Domicílios | Moradores |
| ----------------------------------------- | ---------- | --------- |
| Total                                     | 8.158      | 27.214    |
|                                           |            |           |
| Total coletado                            | 7.469      | 24.839    |
| Coletado por serviço de limpeza           | 7.231      | 24.034    |
| Coletado em caçamba de serviço de limpeza | 238        | 805       |
|                                           |            |           |
| Queimado                                  | 467        | 1.636     |
| Enterrado                                 | 172        | 575       |
| Jogado em terreno baldio ou logradouro    | 36         | 117       |
| Jogado em rio, lago ou mar                | 1          | 3         |
| Outro destino                             | 13         | 44        |

### Projetos
O município de Estrela tem vários projetos futuros, os principais são:
- Bíblia Gigante: Na Rua Coronel Brito, será construída, por iniciativa privada, a maior bíblia no mundo, o monumento terá 12 andares, 40 metros de altura, 12 metros de largura, e 48 metros de comprimento.
- Ciclovia Estrela-Imigrante: Será construída uma ciclovia intermunicipal, entre os municípios de Estrela, Colinas, e Imigrante, com extensão de 37 quilômetros, este projeto recebe investimentos de R$ 12 Milhões. Este projeto será beneficente á os três municípios, pois incentivara o turismo, e diminuirá o risco de acidentes, já que o trafego de bicicletas e alto na região

## Geografia

### Hidrografia
O município é banhado pelo rio Taquari, principal afluente do rio Jacuí, estando à sua margem esquerda, e é cortado por vários arroios, como o Boa Vista e o Estrela. Abaixo do município, está uma reserva de águas, de onde é extraída a água distribuída, pela Companhia Riograndense de Saneamento, para todo o município.
À margem do rio Taquari, o município possui o Porto de Estrela, inaugurado em 1977, cujo acesso é permitido a embarcações de até 2,5 metros de calado com até 90 metros de comprimento e 16 metros de boca, com capacidade de transportar até 3.000 toneladas.
A partir de 2014, o porto passou a ser administrado pela Superintendência de Portos e Hidrovias do estado do Rio Grande do Sul .

## Área rural
O município sempre teve uma base rural forte, destacando-se a produção animal de aves e suínos.
| Tipo                             | Cabeças   |
| -------------------------------- | --------- |
| Bovinos                          | 16500     |
| Suínos                           | 59995     |
| Eqüinos                          | 130       |
| Asininos                         | -         |
| Muares                           | -         |
| Coelhos                          | 500       |
| Bubalinos                        | 26        |
| Ovinos                           | 490       |
| Galinhas                         | 73043     |
| Galos, frangas, frangos e pintos | 1.622.282 |
| Codornas                         | 200       |
| Caprinos                         | 370       |

## Cultura

### Festival de Inverno de Cerveja Artesanal
Em 2013 ocorreu a 1ª edição do Festival de Inverno de Cerveja Artesanal, organizado pela Acerva Estrela (Associação dos Cervejeiros Artesanais de Estrela). Contou com um público de 900 pessoas e a participação de 12 Cervejarias Artesanais.
Em 2016 a 2ª edição do Festival contou com um público de 1.700 pessoas e a participação de 20 cervejarias artesanais de todo o sul do Brasil.
Em 2017 a 3ª edição irá ocorrer no dia 29 de julho.
O Festival surgiu com a ideia de divulgar a cultura cervejeira e difundir o pensamento de que é possível consumir cerveja em qualquer estação do ano. Isso se deve a qualidade superior tanto na elaboração das cervejas como nos uso de insumos de qualidade, empregando cervejas de puro malte, sem conservantes e aditivos. A cerveja artesanal traz consigo uma ideia forte de "beber menos, mas beber melhor".
A Acerva Estrela é composta atualmente por 30 associados que realizam cursos, palestras, encontros e festivais buscando sempre a divulgação dessa cultura cervejeira que sempre foi muito forte no município de Estrela.
A 5ª edição do Festival ocorreu em 27 de julho de 2019, no centro comunitário Cristo Rei. Contou com a participação de 17 microcervejarias da região. Também teve a participaçaõ de uma vinícola. Houve também diversos shows de bandas de rock do estado.

### Festival do Chucrute
Todos os anos, a Comunidade Evangélica de Confissão Luterana de Estrela (IECLB) realiza o Festival do Chucrute. Considerada o mais tradicional Festival de Folclore Alemão do estado do Rio Grande do Sul, realiza encontros e dois bailes típicos, com a presença de música, dança e gastronomia típicas alemãs, incluindo o chucrute, além do tradicional chope. Durante os dias do evento, há inclusive desfiles pelas ruas dos municípios de Estrela e Lajeado, aumentando a abrangência do evento.
O Grupo de Danças Folclóricas de Estrela é o mais antigo do Brasil em atividade ininterrupta, tendo sido fundado em 1964. O grupo, dividido em 12 categorias, é um dos responsáveis, através da dança, pela forte identificação étnica alemã do município.

### Tradicionalismo Gaúcho
Estrela pertence à 24ª Região Tradicionalista, que abrange um total de 34 municípios.
O município possui dois Centros de Tradições Gaúchas (CTGs): Estrela do Rio Grande e Raça Gaudéria. Os CTGs são sociedades civis sem fins lucrativos, que buscam divulgar as tradições e o folclore da cultura gaúcha tal como foi codificada e registrada por folcloristas reconhecidos pelo movimento.

## Turismo
O município possui um hotel, o Estrela Palace Hotel, projetado por Günter Flintsch, sob encomenda do então presidente Ernesto Geisel. Possui 36 apartamentos, com mais 19 em construção para a Copa do Mundo de 2014. Ele será uma das sedes, já tendo o credenciamento da FIFA.
Atualmente Estrela tem sido um ponto referencial turístico nas festas de fim de ano, como Natal Luz da cidade, que vem atraindo multidões de pessoas para os eventos proporcionados nos últimos anos com ajuda dos municipalenses para decorar a cidade e receber os turistas em eventos que ressaltam a importância da época natalina e como ela desperta as boas ações de amor com o próximo.

## Símbolos oficiais

### Brasão
O Brasão do município de Estrela é formado por um escudo de princesa esquartelado em aspa.
Cada um dos quartéis do escudo tem uma representação simbólica com a cidade. Como a produção agrícola e industrial, no terceiro quartel, e a educação e cultura do povo, no quarto quartel.
Acima do escudo existe um timbro, com uma estrela encasteada por dois florões prateados.
O brasão foi adotado após resolução da Câmara Municipal: Pela Lei nº 243, assinada em 21 de agosto de 1953 pelo então prefeito Adão Henrique Fett.

### Bandeira

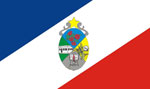

A bandeira municipal é composta por 3 partes: Um triângulo azul, uma faixa central branca (também podendo ser prateada) e um triângulo vermelho. Com o Brasão de Estrela ao centro, sobre a faixa branca.

### Hino
O Hino tem sua letra composta pelo Padre José Junges, com música de Wendelino Dewes.

### Hidrovias
O município está à margem esquerda do rio Taquari.
A malha hidroviária do interior do Rio Grande do Sul, apesar de ter sido muito utilizada até a década de quarenta, está em decadência desde essa época, por diversos motivos, tais como a evolução do porte dos veículos rodoviários, a melhoria da malha rodoviária e ferroviária bem como a implantação de uma política e legislação trabalhista diferenciada para a navegação interior.
O Porto de Estrela foi inaugurado em 10 de novembro de 1977, pelo então vice-presidente da República, General Adalberto Pereira dos Santos, junto com o Entroncamento Rodo-Ferro-Hidroviário de Estrela, primeiro do gênero no país. O porto dista, por hidrovia, 142 km de Porto Alegre e 450 km do Porto de Rio Grande.

### Frota
Segundo dados do IBGE, nos anos de 2008 a 2010, o município possuía a sua frota constituída por:
| Tipo            | Veículos | Veículos | Veículos |
| --------------- | -------- | -------- | -------- |
|                 | 2008     | 2009     | 2010     |
| Automóvel       | 8935     | 9610     | 10282    |
| Caminhão        | 792      | 822      | 919      |
| Caminhão trator | 343      | 353      | 365      |
| Caminhonete     | 712      | 776      | 890      |
| Camioneta       | -        | -        | 446      |
| Micro-ônibus    | 43       | 40       | 41       |
| Motocicleta     | 3262     | 3475     | 3544     |
| Motoneta        | 876      | 941      | 984      |
| Ônibus          | 72       | 75       | 76       |
| Trator de rodas | 52       | 53       | 59       |
| Utilitário      | -        | -        | 72       |
| Outros          | -        | -        | 1484     |
| Total           | -        | -        | 19162    |

### Aeroviário
O município possui Aeroporto de Estrela, que aguarda liberação para ser asfaltado, que ocupa uma área de 24 hectares, na Linha São José.
Atualmente, o aeroporto só suporta aviões com capacidade máxima de 10 passageiros, com projetos de expansão mas sem prazos. A ANAC o fechou em 2006, pedindo reformas. Elas foram realizadas e a ANAC realizou um vistoria em 2011, mas não posicionou-se sobre a reabertura. Em 2013, foi realizada um audiência pública para que os itens ainda necessários sejam elencados e um projeto de reestruturação foi enviado aos governos estadual e federal.